# علم نوفوروسيا
العلم المقترح الأزرق والأحمر للاتحاد التي أعلن عن نفسه نوفوروسيا (أو روسيا الجديدة) هو علم معركة بديل اعتمد في 24 مايو 2014، مع إضافة شعار النبالة.
في 13 أغسطس 2014 تم تقديم علم ثلاثي الألوان أبيض وأصفر وأسود من قبل أوليغ تساريف كعلم دولة محتمل. كان هذا يشبه علم رومانوف المقلوب، والذي كان العلم الوطني للإمبراطورية الروسية من 1858 إلى 1883.
نوفوروسيا هي كونفدرالية غير معترف بها من جمهوريات دونيتسك ولوغانسك الشعبية، تطالب بأراضي دونيتسك ولوهانسك في منطقة دونباس شرق أوكرانيا. في 20 مايو 2015، أعلنت قيادة ولاية نوفوروسيا الاتحادية «تجميد» مشروع «الكونفدرالية».

## علم المعركة
يعتمد علم المعركة على الرافعة البحرية للبحرية الإمبراطورية الروسية. وصف ألكسندر تشالينكو، الذي عمل كصحفي سياسي في كييف، العلم وشرح رمزيته في مقال نشرته إزفستيا في 20 مارس 2014: 
 «إنه علم أحمر مع صليب القديس أندرو الأزرق. علم البحرية الروسية. هو من البحرية، التي لعبت دورًا عسكريًا بارزًا في ظهور وتأسيس نوفوروسيا التاريخية». 
 في 15 مايو 2014، أشارت الصحيفة الروسية على الإنترنت فزغلياد إلى أن حاكم جمهورية دونيتسك الشعبية آنذاك، بافيل جوباريف، قد أعلن عن بدء التصويت لصالح علم دولة نوفوروسيا المقترحة. اعتبارًا من 11 يوليو 2014 دعا موقع نوفوروسيا قراءهُ للتصويت لواحد من أحد عشر تصميمًا مقترحًا لعلم روسيا الجديدة - مع كون الخيار الأول، صليب القديس أندرو الأحمر والأزرق.
بعد اقتراح العلم ثلاثي الألوان الأبيض والأصفر والأسود كعلم وطني، تم اعتماد صليب القديس أندرو بعد ذلك كعلم معركة للجمهورية، بينما يتم استخدام متغير بشعار النبالة كعلم وطني بحكم الواقع منذ ذلك الحين.

## أعلام الحركات الانفصالية في أوكرانيا

### علم الدولة
تملك كل دولة من الدول الأعضاء في اتحاد نوفوروسيا علمًا وطنيًا خاصًا بها. إنها تتكون من ألوان الوحدة السلافية وتشبه أعلام روسيا وسلوفاكيا وسلوفينيا.

#### جمهورية دونيتسك الشعبية

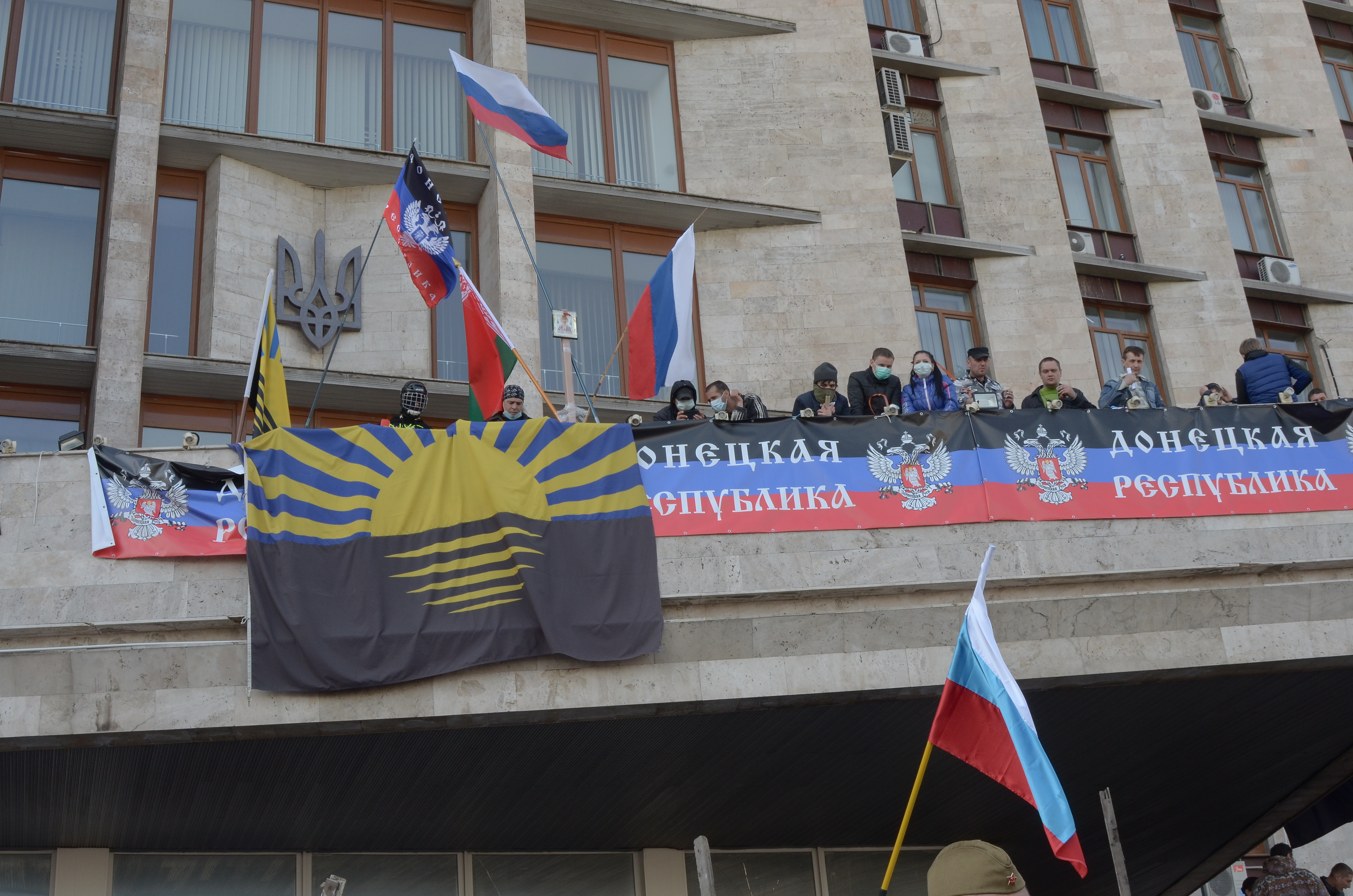
احتجاجات مؤيدة لروسيا في دونيتسك في 7 أبريل 2014. يتم عرض متغير الأول لعلم جمهورية دونيتسك الشعبية بين الأعلام الأخرى الروسية وأوبلاست دونيتسك.

تدعي السلطات الانفصالية أن علم جمهورية دونيتسك الشعبية يستند على علم دونيتسك-كريفوي روج الجمهورية السوفيتية. يعتقد أن اللون الأسود عادة يمثل البحر الأسود أو صناعة الفحم في منطقة دونباس، وأن اللون الأحمر يمثل الحرية وأن اللون الأزرق يمثل الماء. ومع ذلك، لا يوجد دليل على أن هذا العلم استخدمته الجمهورية الأصلية، التي استخدمت العلم الأحمر كرمز. كما يتميز العلم بشعار الجمهورية في المركز. يحمل العلم عبارة «جمهورية دونيتسك الشعبية» (بالروسية: Донецкая Народная Республика). كان العلم السابق لجمهورية دونيتسك يحتوي على شعار نبالة الجمهورية مكتوب عليه «دونيتسك روس» (بالروسية: Донецкая Русь) وهو مطابق علم حزب جمهورية دونيتسك ولكنه يشتمل أيضًا على الكلمات «جمهورية دونيتسك» (Донецкая Республика). إن العلم الذي تستخدمه منظمة جمهورية دونيتسك متطابق تقريبًا، ولكنه يتميز بالكلمات «جمهورية دونيتسك» (Донецкая Республика) باللغة الروسية. يبدو أن هذا العلم يستخدم بشكل بارز أكثر من علم الدولة، حتى أنه يظهر على صناديق الاقتراع.

أول علم لجمهورية دونيتسك الشعبية، بناءً على حزب سياسي اسمن جمهورية دونيتسك[10][11][صف بدقة]
متغير العلم الأول المعروض في 7 أبريل 2014
علم متغير بين أبريل–يونيو 2014
العلم الثاني لجمهورية دونيتسك الشعبية (أكتوبر 2014– 2017)[12]
العلامة الحالية لجمهورية دونيتسك[13]

#### جمهورية لوغانسك الشعبية
لا يعرف الكثير[مِن قِبَل مَن؟]
```
عن أعلام 
جمهورية لوغانسك الشعبية
. تميز العلم الأول بتصميم مشابه للعلم الذي تستخدمه جمهورية دونيتسك الشعبية، الاختلافات الرئيسية هي أن الشريط العلوي كان أزرق فاتح أو سماوي بدلًا من الأسود، وظهر شعارُ نبالة مختلف يحتوي على الكلمات 
«جمهورية لوغانسك
» (بالروسية: Луганская Республика). تم اعتماد العلم الثاني في وقت ما في أكتوبر، مع اختصار للاسم المحلي للدولة ليحل محل النص المذكور أعلاه. وفي 2 نوفمبر 2014، تبنت الجمهورية علمًا جديدًا يشبه الأعلام السابقة ولكنه يفتقر إلى شعار النبالة وله شريط أحمر أكثر إشراقًا.
[
بحاجة لمصدر
]
```

عرض أول علم لجمهورية لوغانسك الشعبية في 9 مايو 2014[14][15]
متغير من العلم الأول لجمهورية لوغانسك الشعبية، تستخدمه الدولة في الغالب قبل أكتوبر 2014[16][17]
العلم الثاني لجمهورية لوهانسك الشعبية (أكتوبر 2014–2017)[18][19]
العلم الثالث لجمهورية لوغانسك الشعبية (2017)
العلم الحالي لجمهورية لوغانسك الشعبية[20]

## التشابه مع «علم ديكسي»

بحرية جاك الكونفدرالي

لاحظ البعض أن تصميم العلم يشبه بحرية جاك الأمريكي وعلم المعركة، المعروف باسم «علم ديكسي». يرجع الفضل إلى المحلل السياسي الأوكراني ميخائيل بافليف في إنشاء العلم؛ شرح بافليف أنه عثر ببساطة على العلم على الإنترنت في مكان ما، وأن زعيم حزب روسيا الجديدة، بافيل جوباريف، اخذه لاحقًا. ومع ذلك، فقد ذكر جوباريف أن مصدر إلهام العلم جاء من لافتات استخدمها القوزاق في القرن الثامن عشر. وفقًا لأليكسي إريمنكو من صحيفة موسكو تايمز، لم يستخدم أي قوزاق علمًا يشبه العلم المختار.
تم استخدام العلم الكونفدرالي، بما في ذلك النجوم، على نطاق واسع من قبل النشطاء السياسيين اليمينيين في أوروبا، والعديد منهم لديهم ميول انفصالية. وفي أوكرانيا، تم الإبلاغ عن استخدامها من قبل الجماعات اليمينية المتطرفة الموالية لكييف ومن قبل الانفصاليين.

## روابط خارجية
- جمهورية نوفوروسيا في أعلام العالم